# Lee Jung-jae
Lee Jung-jae (coreà: 이정재)  (Seül, 15 de desembre de 1972) és un actor i model sud-coreà. Va debutar com a model i després va començar la seva carrera d'actor a la televisió, sobretot en la sèrie de campus Feelings (1994) i en l'emblemàtic drama Sandglass (1995). Després del seu gran avanç com a actor a An Affair (1998), la carrera cinematogràfica de Lee va enlairar. Ha protagonitzat diversos gèneres cinematogràfics, entre ells pel·lícules romàntiques com Il Mare (2000) i Over the Rainbow (2002), el melodrama Last Present (2001), comèdies conegudes, com Oh! Brothers (2003), pel·lícules d’acció The Last Witness (2001) i Typhoon (2005), pel·lícula de robatoris The Thieves (2012), film negre New World (2013) i la pel·lícula d’època The Face Reader (2013). Va guanyar els premis al millor actor als Blue Dragon Film Awards per City of the Rising Sun (1999) i a la Setmana del Director de Fantasporto per The Housemaid (2010). En 2021, Lee va protagonitzar el drama de supervivència de Netflix Squid Game.

## Carrera

### 1993–1997: Inicis de l’actuació i augment de la popularitat
Lee va ser descobert pel dissenyador Ha Yong-soo mentre treballava en una cafeteria d'Apgujeong, i posteriorment va treballar com a model durant diversos anys. Gràcies al debut com a actor en la sèrie de televisió Dinosaur Teacher (1993), Lee es va convertir en una estrella pràcticament de la nit al dia, i a partir de llavors gairebé sempre tenia papers principals. Un any més tard, va rebre crítiques favorables pel seu primer paper a la gran pantalla a The Young Man, de Bae Chang-ho, però va ser l'exitós drama universitari Feelings, de 1994, el que el va convertir en un nom conegut.
El 1995, el que se suposava que havia de ser un petit paper secundari com el silenciós i devot guardaespatlles de l'heroïna en l'èxit d'audiències Sandglass, va convertir a Lee en un trencacors nacional, de tal manera que el seu temps en pantalla es va incrementar al llarg de la sèrie.

### 1998–2006: Papers destacats i popularitat general
El salt actoral de Lee arribaria a la fi de 1998 en la premiada pel·lícula An Affair de E J-yong. El va seguir un altre èxit, City of the Rising Sun, pel qual va guanyar el premi a millor actor en els Blue Dragon Film Awards i als premis de l'Associació Coreana de Crítics de Cinema.
Encara que la pel·lícula romàntica Il Mare no va ser un èxit el 2000, des de llavors ha creat una base de fans lleials a la de Somewhere in Time i ha aconseguit l'estatus de clàssic menor entre els aficionats al cinema coreà (Keanu Reeves va interpretar el paper de Lee en el remake de Hollywood de 2006 La casa del llac). Lee va seguir amb el melodrama Last Present (L'últim regal), al costat de Lee Young-ae, i amb la pel·lícula d'acció i misteri The Last Witness (L'últim testimoni), dirigida per Bae Chang-ho; ambdues van tenir un èxit considerable.
El 2003, va protagonitzar al costat de Lee Beom-soo la pel·lícula Oh! Brothers, una comèdia sobre dos germans, un dels quals té una malaltia inusual. La pel·lícula va ser un dels majors èxits de Lee, superant els tres milions d'espectadors a nivell nacional. No obstant això, es va mantenir allunyat dels focus durant els dos anys següents. Finalment, a finals de 2005 va tornar a Typhoon, una superproducció d'acció de gran pressupost dirigida per Kwak Kyung-taek, el director de Friend.

### 2007–2009: Caiguda professional
L'esperat retorn de Lee en la televisió una dècada després del seu memorable paper a Sandglass no va tenir èxit d'audiència; Air City (2007) i Triple (2009).
Amb la comèdia d'acció d'època The Accidental Gangster and the Mistaken Courtesan, Lee va dir que volia intentar interpretar un tipus de paper diferent, un personatge còmic de bala perduda. Encara que no va tenir èxit en taquilla, ell la segueix considerant una de les seves pel·lícules més memorables.

### 2010–2018: Ressorgiment professional
Lee va rejovenir la seva carrera amb el thriller eròtic de 2010 The Housemaid, que es va projectar al Festival de Cannes i al Festival Internacional de Cinema de Toronto. Va obtenir el premi al millor actor en la Setmana del Director de Fantasporto. En el seu següent projecte, es va unir a l'elenc d'estrelles de The Thieves, una pel·lícula d'atracaments de 2012 que es va convertir en la segona pel·lícula més taquillera de la història del cinema coreà.
El Fin del Mundo ("La fi del món") és una pel·lícula de 13 minuts a pantalla partida realitzada pels artistes visuals Moon Kyung-won i Jeon Joon-ho, que descriu els destructius canvis mediambientals als quals s'enfronta el món en el futur i la consegüent fi de l'art i el naixement d'un nou art a partir del diàleg entre dos artistes en temps i espais diferents, interpretats per Lee i Im Soo-jung. La pel·lícula es va projectar en el documenta el 2012, considerada la plataforma d'art contemporani més prestigiosa i innovadora del món. Col·leccionista d'art des de fa molt de temps i ambaixador honorari del Museu Nacional d'Art Contemporani el 2011-2012, Lee també va narrar el documental de televisió de 2013 Contemporary Art, Bury the Boundary (Art contemporani, enterra els límits), que destacava als artistes coreans d'origen.
En el thriller negre New World (2013), va interpretar a un policia que s'infiltra en una organització criminal. Lee va dir que estava agraït al coprotagonista Choi Min-sik, que li va suggerir al director que el contractés. Més tard va signar per a ser gestionat exclusivament per C-JeS Entertainment, segons els informes, escollint l'agència després de treballar amb Song Ji-hyo a New World.
A continuació, Lee va interpretar al príncep Suyang costat de Song Kang-ho en la pel·lícula d'època The Face Reader (2013), per la qual va guanyar el premi a millor actor de repartiment en els Blue Dragon Film Awards i els Baeksang Arts Awards. El va seguir la comèdia d'acció Big Match en 2014, en la qual va interpretar a un lluitador d'arts marcials mixtes que intenta salvar el seu germà guanyant un elaborat joc d'alt risc.
El 2015, va tornar amb el director de The Thieves, Choi Dong-hoon, i l'actriu Jun Ji-hyun a Assassins, ambientada en la Corea dels anys 30 i a Xangai durant l'ocupació japonesa. Lee va guanyar el premi al millor actor en la 24a edició dels Buil Film Awards i va ser nomenat actor de l'any en la 3a edició dels Marie Claire Àsia Star Awards.
Va protagonitzar la seva primera pel·lícula xinesa amb el drama criminal Tik Tok. Va tornar a la pantalla coreana amb l'èxit de taquilla Operation Chromite, interpretant a un tinent sud-coreà de la marina, responsable de revertir el curs de la Guerra de Corea.
Les pel·lícules de Lee el 2017 inclouen l'èpica històrica Warriors of the Dawn i la superproducció de fantasia Along With the Gods: The Two Worlds.

### 2019 – actualitat: Retorn a la televisió
En 2019, Lee va protagonitzar Svaha: The Sixth Finger, una pel·lícula d'ocultisme. Aquest mateix any Lee va tornar a la televisió amb el seu primer drama en una dècada, el drama polític de la JTBC Chief of Staff al costat de Shin Min-a, on interpreta un assessor polític. El setembre de 2021, Lee va protagonitzar el paper principal de l'exitós drama de supervivència de Netflix Squid Game.

## Vida personal
L'agost de 2008, Lee va obtenir un màster en Departament d'Art Teatral i Cinematogràfic de la Facultat d'Arts Culturals de la Universitat de Dongguk. Va fer la seva primera incursió en el teatre el desembre del mateix any, assumint el paper principal de Hamlet in Water. L'obra es va representar durant quatre dies al Teatre Lee Hae-rang de la seva universitat.
A part de la seva faceta d'actor, Lee és conegut per llançar una cadena de restaurants italians de luxe a Seül que porta el nom de la seva pel·lícula Il Mare. Després d'estudiar disseny d'interiors, ell mateix es va encarregar de dissenyar els interiors dels seus restaurants. Lee també va fundar l'empresa de promoció immobiliària Seorim C&D en 2008, i posseeix diversos negocis amb l'actor Jung Woo-sung, un amic proper amb el qual va treballar a City of the Rising Sun. El maig de 2016, Lee i Jung van crear i es van convertir en directors generals del seu segell d'entreteniment anomenat "Artist Company".

## Problemes legals
El 1999, Lee va ser acusat de conduir sota els efectes de l'alcohol després de xocar amb el seu BMW contra un cotxe que circulava pel carril contigu. La taxa d'alcoholèmia va ser de 0,222%. Lee també va ser acusat de conduir sota els efectes de l'alcohol en 2002.

## Filmografia

### Cinema
| Any  | Títol                                              | Paper                       | Notes        | Ref.          |
| ---- | -------------------------------------------------- | --------------------------- | ------------ | ------------- |
| 1994 | The Young Man                                      | Lee Han                     |              |               |
| 1996 | Albatross                                          | Pyeong-san                  |              |               |
| 1997 | Fire Bird                                          | Young-hoo                   |              | [ 55 ] [ 56 ] |
| 1997 | Father vs. Son                                     | Park Soo Seok               |              |               |
| 1998 | An Affair                                          | Woo-in                      |              |               |
| 1999 | City of the Rising Sun                             | Hong-ki                     |              |               |
| 1999 | The Uprising                                       | Lee Jae-su                  |              |               |
| 2000 | Interview                                          | Eun-seok                    |              |               |
| 2000 | Il Mare                                            | Han Sung-hyun               |              |               |
| 2000 | Asako in Ruby Shoes                                | Woo-in                      |              |               |
| 2001 | Last Present                                       | Jung Yong-ki                |              |               |
| 2001 | MOB 2025                                           | Dust                        | Curtmetratge |               |
| 2001 | The Last Witness                                   | Detectiu Oh                 |              |               |
| 2002 | Over the Rainbow                                   | Lee Jin-su                  |              | [ 57 ]        |
| 2003 | Oh! Brothers                                       | Oh Sang-woo                 |              | [ 58 ]        |
| 2005 | Typhoon                                            | Kang Se-jong                |              | [ 59 ]        |
| 2008 | The Accidental Gangster and the Mistaken Courtesan | Cheon-doong                 |              | [ 60 ]        |
| 2010 | The Housemaid                                      | Hoon                        |              | [ 61 ]        |
| 2012 | El Fin del Mundo                                   |                             | Curtmetratge |               |
| 2012 | The Thieves                                        | Pew Pei                     |              |               |
| 2013 | New World                                          | Lee Ja-sung                 |              | [ 62 ]        |
| 2013 | The Face Reader                                    | Princep Suyang              |              |               |
| 2014 | Big Match                                          | Choi Ik-ho                  |              | [ 63 ]        |
| 2015 | Assassins                                          | Yeom Seok-jin               |              | [ 64 ]        |
| 2016 | Tik Tok                                            | Jiang Cheng-jun             |              | [ 65 ]        |
| 2016 | Operation Chromite                                 | Jang Hak-soo                |              | [ 66 ]        |
| 2017 | Warriors of the Dawn                               | To-woo                      |              | [ 67 ]        |
| 2017 | Along With the Gods: The Two Worlds                | Deu de la mort (Rei Yeomra) |              |               |
| 2018 | Along with the Gods: The Last 49 Days              | Deu de la mort (Rei Yeomra) |              | [ 68 ]        |
| 2019 | Svaha: The Sixth Finger                            | Pastor Park                 |              | [ 69 ]        |
| 2020 | <i id="mwAjs">Deliver Us from Evil</i>             | Sun Ray                     |              | [ 70 ]        |
| TBA  | Wiretap                                            | Ko Chang-sun                |              | [ 71 ]        |
| TBA  | Hunt                                               | Park Pyung-ho               | Productor    | [ 72 ] [ 73 ] |

### Televisió
| Any  | Títol             | Plataforma | Paper         | Notes | Ref.   |
| ---- | ----------------- | ---------- | ------------- | ----- | ------ |
| 1993 | Dinosaur Teacher  | SBS        |               |       |        |
| 1993 | Feelings          |            | Han Joon      |       |        |
| 1995 | Love Is Blue      | SBS        |               |       |        |
| 1995 | Sandglass         | SBS        | Baek Jae-hee  |       | [ 74 ] |
| 1997 | Snail             | SBS        | Dong-cheol    |       |        |
| 1998 | White Nights 3.98 | SBS        | Lee Young-jun |       | [ 75 ] |
| 2007 | Air City          | MBC        | Kim Ji-sung   |       | [ 76 ] |
| 2009 | Triple            | MBC        | Shin Hwal     |       | [ 77 ] |
| 2019 | Chief of Staff    | JTBC       | Jang Tae-joon |       | [ 78 ] |
| 2021 | Delayed Justice   | SBS        | Jang Tae-joon | Cameo | [ 79 ] |
| 2021 | Ojingeo Geim      | Netflix    | Seong Gi-hun  |       | [ 80 ] |